# Гегенбаур, Йозеф Антон фон
Йозеф Антон фон Гегенбаур (нем. Josef Anton Gegenbauer; 1800—1876) — немецкий исторический живописец.

## Биография
Йозеф Антон фон Гегенбаур родился 6 мартя 1800 года в городе Ванген-им-Алльгой в земле Баден-Вюртемберг.
Учился мастерству в Мюнхенской академии художеств у Роберта фон Лангера (англ. Robert von Langer), а по окончании обучения, отправился в 1823 году совершенствоваться в столицу Италии Рим, где пробыл до 1826 года.
Гегенбаур писал картины масляными красками, однако наибольшую известность художник приобрёл своими фресками, в частности, плафонной и стенной живописью в розенштейнском загородном дворце близ Штутгардта («Сонм богов на Олимпе» и сцены похождений Амура и Психеи) и фресками в штутгардтском королевском дворце (различные этюды из истории города Вюртемберга).
При исполнении этих фресок Йозеф Антон фон Гегенбаур вместо грунта, который, как правило, употребляется при подобных работах, впервые прибег к подготовке стен мелом и порошком мрамора, благодаря чему получил возможность смягчить жесткость фрескового приема письма и передавать краскам больше силы и блеска.
В конце XIX - начале XX века на страницах «Энциклопедического словаря Брокгауза и Ефрона» была дана следующая оценка работам этого художника:
«По характерности фигур, драматизму сочинения и красоте рисунка фрески штутгардтского дворца, составляющие лучший из всех трудов художника, могут считаться произведениями образцовыми в своем роде; напротив того, некоторые из его многочисленных картин, написанных масляными красками, особенно относящиеся к ранней поре его деятельности, грешат слащавостью, свойственной, впрочем, эпохе их возникновения».
Йозеф Антон фон Гегенбаур скончался 31 января 1876 года в Риме.